# Villimpenta
Villimpenta (Vilimpénta in dialetto mantovano, Viłinpenta in veneto) è un comune italiano di 2 128 abitanti della provincia di Mantova, alla quale appartiene dal XIV secolo.

## Origini del nome
Composta dal latino Villa, edificio campestre cinto da altre dimore e decorato.
Il nome deriva da villapicta, è un composto di Villa e dell'aggettivo latino pictus, -a, -um (dipinto) attraverso la forma impincta.

## Storia
Il paese ha origini remote e numerosi ritrovamenti archeologici fanno risalire l'insediamento al Neolitico e nell'Età del Bronzo. La più antica citazione risale al 1047 e parla di un castellum in Villapicta di proprietà dell'abbazia di San Zeno di Verona, a loro donata dall'imperatore Enrico III.
Villimpenta fu ceduta al controllo dei veronesi sino al 1243, quando i mantovani si riappropriarono della zona, imprigionando anche i fiancheggiatori di Ezzelino da Romano. Nel XIV secolo passò sotto gli Scaligeri, i Visconti e il 23 Gennaio 1391 definitivamente sotto i Gonzaga con Francesco I Gonzaga, signore di Mantova, che acquistò da Gian Galeazzo Visconti la zona comprendente anche il borgo e l'antico castello. I Gonzaga governarono sino al 1708, anno della loro caduta. Il borgo fu saccheggiato nel 1618 e nel 1796 dalle truppe francesi e da quelle austriache nel 1796.

### Simboli
Il gonfalone è un drappo di bianco.

## Monumenti e luoghi d'interesse
- Castello Scaligero, dell'XI secolo.
- Villa Gonzaga-Zani, del XVI secolo, opera di Giulio Romano[9]
- Chiesa parrocchiale di San Michele Arcangelo, del XVIII secolo
- Chiesa della Beata Vergine della Neve.
- Palazzo Francioli Nuvolari.
- Biblioteca Gianni Rodari.
- Oratorio della Confraternita delle 40 ore.
- Chiesa parrocchiale di San Bartolomeo, a Pradello.

## Società

### Evoluzione demografica
Abitanti censiti

## Cultura

### Istruzione

#### Musei
- Museo Francioli Nuvolari

### Cucina
- Risotto alla Villimpentese.[11]

### Eventi
Nella cittadina si tiene la Festa del Risotto, gemellata con la Sagra de la Volìa Cazzata (Sagra dell'Oliva Schiacciata, in  salentino) di Martano (Lecce).

## Infrastrutture e trasporti
Autobus per Mantova

Stazione ferroviaria Villimpenta-Mantova

## Amministrazione

### Gemellaggi
- Martano[senza fonte]